# Johann Baptist Zimmermann

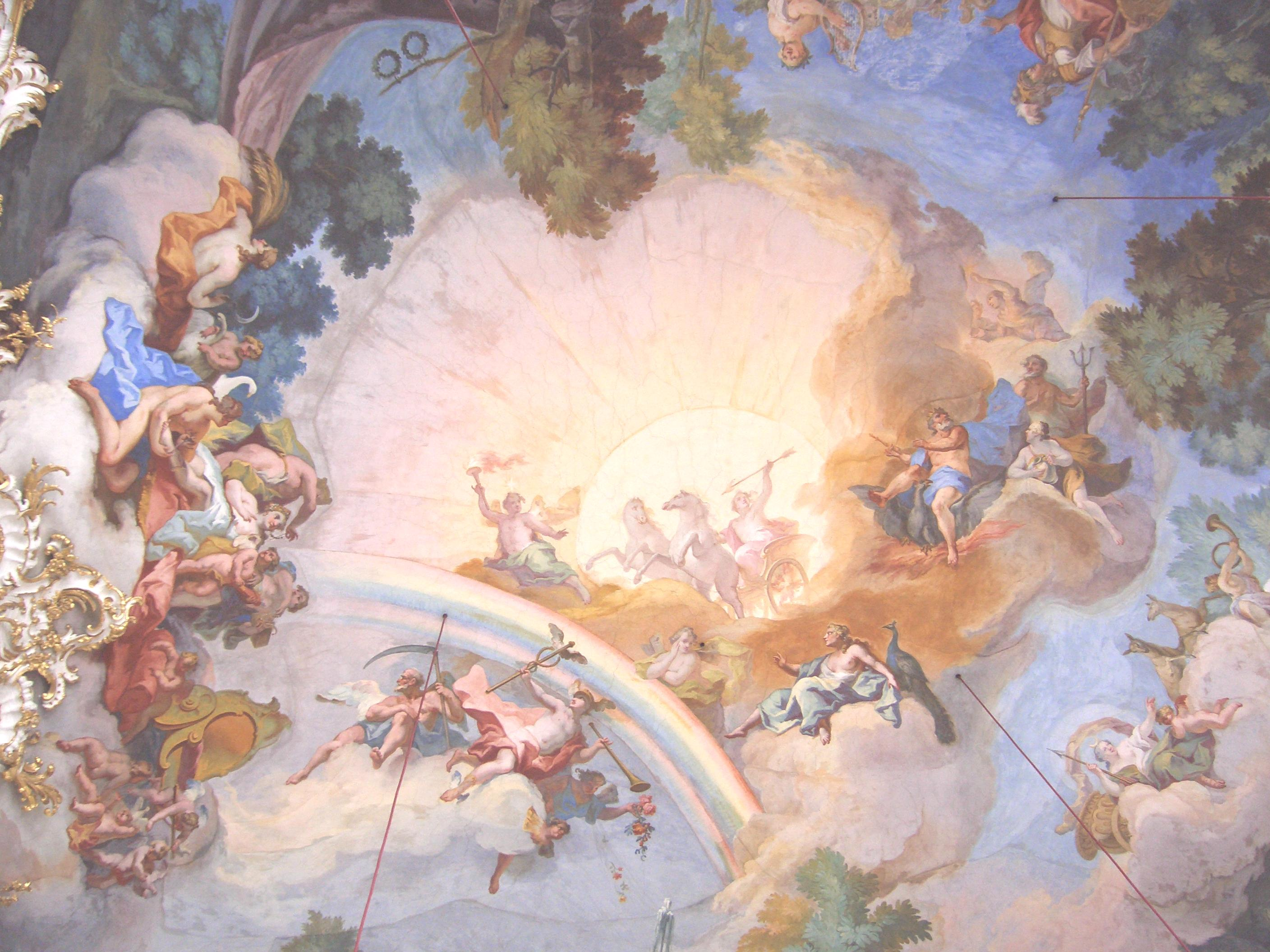
Fresk sufitowy w Sali Kamiennej zamku Nymphenburg (Monachium)

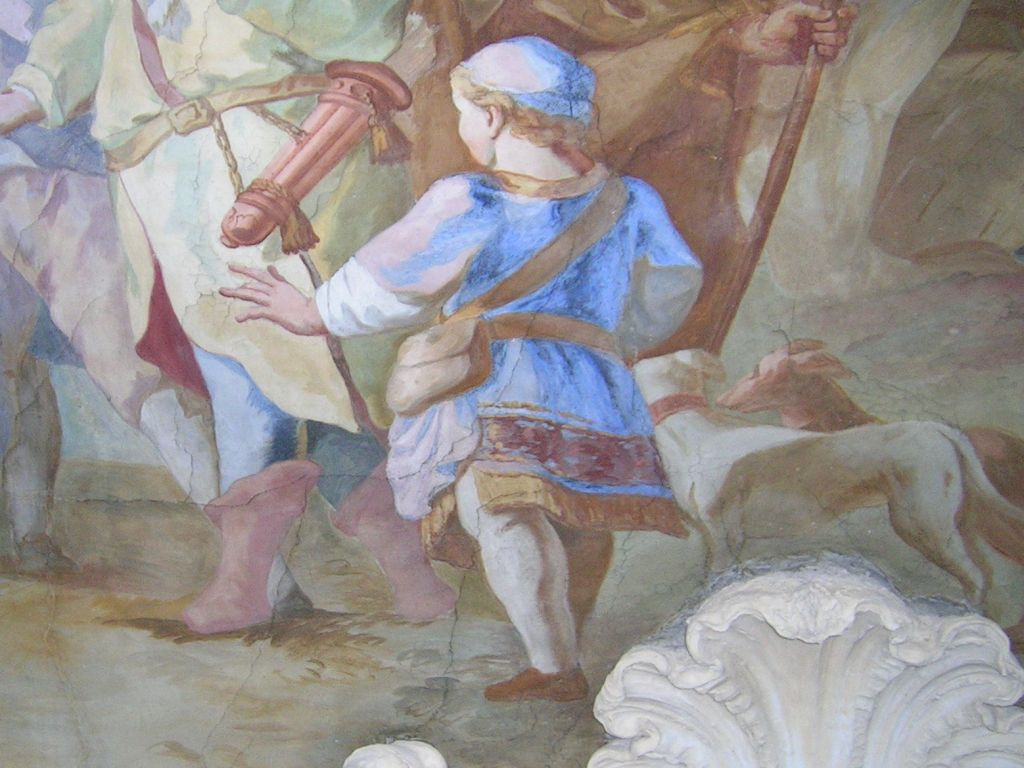
Fragment fresku w kościele św. Michała w Berg am Laim (Monachium)

Johann Baptist Zimmermann (ur. 3 stycznia 1680 w Gaispoint koło Wessobrunn, zm. 2 marca 1758 w Monachium) – bawarski malarz i sztukator, jeden z najznamienitszych przedstawicieli baroku i rokoka w Niemczech. 

## Życie
Johann Baptist Zimmermann pochodził z artystycznej rodziny sztukatorów tworzących tzw. Szkołę Wessobruńską (niem. Wessobrunner Schule). Wykształcenie artystyczne otrzymał w Augsburgu. Często współpracował z bratem, architektem i sztukatorem, Dominkusem Zimmermannem. Od 1727 sprawował funkcję sztukatora dworu bawarskiego.

## Prace
- Sztukateria i freski ołtarza kościoła Niepokalanego Poczęcia w Gosselthausen (1701).
- Sztukateria i freski ołtarza, nawy głównej i zakrystii kościoła pielgrzymkowego Matki Boskiej Śnieżnej w Markt Rettenbach (1707).
- Sztukateria w refektarzu benedyktyńskiego klasztoru Tegernsee (przed 1710; 1728).
- Projekt dawnego kościoła św. Jana w Neuburg an der Kammel – Edelstetten (1709-10).
- Freski w kaplicy NMP (1709-10) oraz sztukaterie i malowidła w bibliotece dawnej Reichskartause w Buxheim w Szwabii.
- Sztukateria i freski w kościele przyklasztornym w Maria Saal w Karyntii (1711-13).
- Sztukateria i freski w kościele św. Sykstusa w Schliersee (1714).
- Sztukateria w klasztorze Ottobeuren (1714-22).
- Sztukateria i freski w trzech komnatach zamku w Maxlrain (ok. 1515).
- Sztukateria i freski w krużgankach i nawach bocznych kościoła św. Benedykta we Freisingu (po 1716).
- Sztukateria i freski w kaplicy i jadalni dawnego zamku letniego biskupów Freisinga w Ismaning (1717).
- Dekoracje wnętrz kościoła klasztoru franciszkanów w Mödingen (powiat Dillingen an der Donau) (1718-22) – współpraca z bratem Dominikusem Zimmermannem.
- Sztukateria na klatce schodowej zamku Schleißheim pod kierunkiem Josepha Effnera (1720-26).
- Sztukateria w pokoju letnim i sali lustrzanej pierwszego pawilonu północnego zamku Nymphenburg w Monachium (1720-26;1727).
- Dekoracje w kościele dominikańskim Marii Królowej Aniołów w Bad Wörishofen (1722-23) – współpraca z bratem Dominikusem Zimmermannem.
- Sztukateria i freski w byłej bibliotece, jadalni i innych pomieszczeniach klasztora benedyktyńskiego Benediktbeuern (1724; 1731-33).
- Projekt wnętrz oraz sztukaterie w kościele św. Piotra i Pawła w Buxheim (1725-26;1727-1729).
- Dekoracje dominikańskiego kościoła św. Marka w Sießen koło Bad Salgau (1725-1727;1728-1733) – współpraca z bratem Dominikusem Zimmermannem.
- Sztukaterie w komnatach monachijskiej Rezydencji (1726-33).
- Projekt wnętrz kościoła św. Piotra i Pawła w Steinhausen an der Rottum (1727-33).
- Freski w kościele pielgrzymkowym Matki Bolejącej w Steinhausen an der Rottum (1727-1730;1731-1733).
- Sztukateria i freski w dawnym kościele augustianów św. Piotra i Pawła w Weyarn (1729).
- Sztukateria i freski w dawnym kościele Wniebowzięcia Matki Boskiej w Dietramszell (1729-1741;1741-1748).
- Sztukateria i freski w dawnym kościele augustianów w Beyharting (1730).
- Sztukaterie w licznych pomieszczeniach monachijskiej Rezydencji (1730-1739).
- Freski w dawnej kolegiacie Neumünster w Würzburgu (1732).
- Projekt wnętrz kościoła cysterek w klasztorze Seligenthal w mieście Landshut (1733-34).
- Sztukateria i freski w dawnym kościele św. Dionizego i św. Juliany w Schäftlarn (1733-54; 1756-60).
- Sztukaterie w Amalienburgu w Monachium w rezydencji Nymphenburg (1734-37;1739).
- Projekt wnętrz kościoła Wniebowzięcia Matki Boskiej w Prien am Chiemsee (1735; 1738-40).
- Sztukateria i freski w kościele św. Michała w Berg am Laim (1737-43; 1744-52).
- Dom patrycjuszy Kern w Wasserburgu (1738).
- Projekt wnętrz oraz sztukaterie przyklasztornego kościoła w Ettal (1745-52).
- Przerobienie na styl barokowy wnętrz dawnego dominikańskiego kościoła św. Błażeja w mieście Landshut: sztukaterie, freski, środkowa część nastawy ołtarzowej Św. Dominik jako patron miasta Landshut (1747-49;1752).
- Sztukateria i freski w kościele pielgrzymkowym Maria Brünnlein koło Wemdig (1748-52; 1752-54).
- Freski w kościele pielgrzymkowym w Wies koło Steingaden (niem. Wieskirche), wpisany w 1983 r. na listę dziedzictwa kulturowego UNESCO (1749; 1753-54) – współpraca z bratem Dominikusem Zimmermannem.
- Sztukateria i freski w kościele św. Mikołaja, św. Elżbiety i św. Marii klasztoru Andechs (1751-52:1754).
- Przerobienie na styl barokowy wnętrz kościoła pielgrzymkowego św. Anny w Harlaching (Monachium) (1751-61).
- Sztukateria i freski w kościele św. Piotra w Monachium (1753-54).
- Sztukateria i freski w Sali Kamiennej zamku Nymphenburg w Monachium (1755-56;1757).
- Freski w dawnym kościele norbertanów w Neustift (1756).
- Projekt wnętrz oraz sztukaterie kościoła św. Wita w Abensberg-Offenstetten (1757).